# Едвин Матисон Макмилан
Едвин Матисон Макмилан (18. септембар 1907 — 7. септембар 1991) био је амерички физичар и нобеловац, заслужан за то што је први у свету произвео трансуранијумски елемент, нептунијум. За ово је поделио Нобелову награду за хемију са Гленом Сиборгом 1951. године.
Дипломирао је на Калифорнијском технолошком институту, докторирао је на Универзитету Принстон 1933. године и придружио се Лабораторији Лоренс у Берклију, где је открио кисеоник-15 и берилијум-10. Током Другог светског рата радио је на микроталасним радарима у лабораторији за радијацију Масачусетског технолошког института и на сонарима у Морнаричкој лабораторији за радио и звук. 1942. године придружио се пројекту Менхетн, ратном напору за стварање атомских бомби, и помогао је у успостављању пројекта Лабораторија Лос Аламос, где су бомбе пројектоване. Водио је тимове који су радили на дизајну нуклеарног оружја типа пиштољ, а такође је учествовао у развоју нуклеарног оружја типа имплозија.
Макмилан је заједно са Владимиром Векслером изумео синхротрон. После рата вратио се у Лабораторију за радијацију у Берклију. 1954. године именован је за помоћника директора Лабораторије за радијацију, а унапређен у заменика директора 1958. године. Смрћу оснивача лабораторије Ернеста Лоренса те године, постао је директор и на тој функцији остао је до пензионисања 1973. године.

## Младост
Макмилан је рођен у Редондо Бичу, Калифорнија, 18. септембра 1907, као син Едвина Харбо Макмилана и његове супруге Ана Марије Макмилан рођене Матисон. Имао је млађу сестру Кетрин Хелен. Отац му је био лекар, као и очев брат близанац и тројица браће његове мајке. 18. октобра 1908. породица се преселила у Пасадену у Калифорнији, где је од 1913. до 1918. похађао основну школу Макинли, од 1918. до 1920. Грант школу, а затим средњу школу Пасадена, где је дипломирао 1924.
Калифорнијски технолошки институт налазио се на само километар од његове куће и тамо је присуствовао неким јавним предавањима. Ушао је на институт 1924. Урадио је истраживачки пројекат са Лајнусом Полингом као студент и добио диплому 1928. и мастерско звање 1929. године, за необјављену тезу о "побољшаном поступку за одређивање садржаја радијума у стенама“. Потом је добио звање доктора филозофије на Универзитету Принстон 1933. године, написавши тезу о „Скретању снопа молекула HCI у нехомогеном електричном пољу“ под надзором Едварда Кондона. 

## Лабораторија Лоренса Берклија
1932. године Макмилан је добио стипендију Националног истраживачког савета, што му је омогућило да похађа универзитет по свом избору за докторске студије. Када је докторирао, иако је формално прихваћен тек 12. јануара 1933, прихватио је понуду Ернеста Лоренса са Калифорнијског универзитета у Берклију да се придружи Беркли лабораторији за радијацију, коју је Лоренс основао годину раније. Макмиланов почетни рад тамо укључивао је покушај мерења магнетног момента протона, али Ото Штерн и Имануел Естерман су први били у могућности да изврше ова мерења. 
У том тренутку главни фокус Лабораторије за радијацију био је развој циклотрона, а Макмилан, који је 1935. године постављен на факултет у Берклију за инструктора, убрзо се укључио у тај рад. Његова вештина у инструментацији је дошла до изражаја и допринео је побољшању циклотрона. Конкретно, помогао је у развоју процеса „хомогенизације“, прилагођавајући циклотрон тако да производи хомогено магнетно поље. Радећи са М. Стенли Ливингстоном, открио је кисеоник -15, изотоп кисеоника који емитује позитроне. Да би га произвели, бомбардовали су гас азота деутеронима. Ово је било помешано са водоником и кисеоником да би се добила вода, која се затим сакупљала хигроскопним калцијум хлоридом. У њему је пронађена концентрована радиоактивност доказујући тако да је била у кисеонику. Уследило је истраживање апсорпције гама зрака произведених бомбардовањем флуора протонима.
1935. године Макмилан, Лоренс и Роберт Торнтон извели су циклотронске експерименте са сноповима деутерона који су дали низ неочекиваних резултата. Њихови експерименти указали су на нуклеарну интеракцију при нижим енергијама него што би се очекивало из једноставног прорачуна Кулонове баријере између деутерона и циљног језгра. Берклијев теоријски физичар Роберт Опенхајмер и његов постдипломац Мелба Филипс развили су Опенхајмер-Филипс процес да би објаснили тај феномен. Макмилан је постао доцент 1936, а ванредни професор 1941. Са Семјуелом Рубеном је такође открио изотоп берилијум-10 1940. године. Ово је било и занимљиво и тешко изоловати због његовог изузетно дугог времена полураспада, око 1,39 милиона година.

## Откриће нептунијума
Након открића нуклеарне фисије у уранијуму од стране Ота Хана и Фрица Штрасмана 1939. године, Макмилан је почео да експериментише са уранијумом. Бомбардовао га је неутронима произведеним у циклотрону од 94 цм у Лабораторији за радијацију бомбардовањем берилијума са деутеронима. Поред производа нуклеарне фисије о којима су извештавали Хан и Штрасман, открили су и два необична радиоактивна изотопа, један са полуживотом око 2,3 дана, а други са око 23 минута. Макмилан је идентификовао краткотрајни изотоп као уранијум-239, о чему су известили Хан и Штрасман. Макмилан је сумњао да је други изотоп нови, неоткривени елемент, са атомским бројем 93.
У то време се веровало да ће елемент 93 имати сличне хемијске особине као ренијум, па је он почео да ради са Емилиом Сегреом, стручњаком за тај елемент из његовог претходног открића његовог хомолога технецијума. Оба научника започели су свој рад користећи преовлађујућу теорију, али Сегре је брзо утврдио да Макмиланов узорак уопште није сличан ренијуму. Уместо тога, када га је увео у реакцију са водоник-флуоридом (HF) са присутним јаким оксидационим средством, понашао се попут чланова ретких земних елемената. Будући да ови садрже велики проценат фисионих производа, Сегре и Макмилан закључили су да је време полураспада морало бити од другог фисионог производа, насловљујући чланак "Неуспешна потрага за трансуранијским елементима".
У новом експерименту, Макмилан је покушао да непознату супстанцу подвргне дејству HF у присуству редукционог агенса, што раније није радио. Ова реакција је резултирала таложењем узорка са HF, што је дефинитивно одбацило могућност да је непозната супстанца редак земни метал. У мају 1940. Филип Абелсон са Института Карнеги из Вашингтона, ДК, који је независно такође покушао да издвоји изотоп са полувременом распада од 2,3 дана, посетио је Беркли током краћег одмора и почели су да сарађују. Абелсон је приметио да изотоп са полувременом распада од 2,3 дана није имао хемијске особине као било који познати елемент, већ је сличнији уранијуму него реткој земљи. То је омогућило изоловање извора и касније, 1945. године, довело је до класификације актиноидних низова. Као последњи корак, Макмилан и Абелсон припремили су много већи узорак бомбардованог уранијума који је имао познато 23 минутно време полураспада од 239U и недвосмислено показали да се непознати период полураспада од 2,3 дана повећао у јачини заједно са смањењем у 23-минутној активности кроз следећу реакцију:
{\displaystyle {\ce {{}^{238}_{92}U + {}^{1}_{0}n -> {}^{239}_{92}U ->[\beta^-][23\ {\ce {min}}] {\overset {neptunium}{^{239}_{93}Np}}->[\beta^-][2.355\ {\ce {days}}] {}^{239}_{94}Pu}}}
Ово је доказало да непознати радиоактивни извор потиче од распада уранијума и, заједно са претходним запажањима да се извор хемијски разликује од свих познатих елемената, ван сваке сумње је доказало да је откривен нови елемент. Макмилан и Абелсон објавили су своје резултате у чланку под насловом Радиоактивни елемент 93 у часопису Physical Review  27. маја 1940.  Нису предложили назив елемента у чланку, али су се убрзо одлучили за „нептунијум“, пошто је уранијум добио име по планети Уран, а Нептун је следећа планета у нашем Сунчевом систему. Макмилан је изненада отишао у овом тренутку, оставивши Глена Сиборга да се бави овом линијом истраживања, која је довела до другог трансуранијумског елемента, плутонијума. Макмилан је 1951. године поделио Нобелову награду за хемију са Сиборгом „за њихова открића у хемији трансуранијумских елемената“.

## Други светски рат
Нагли одлазак Макмилана изазван је избијањем Другог светског рата у Европи. У новембру 1940. године почео је да ради у МИТ лабораторији за радијацију у Кембриџу, Масачусетс, где је током Другог светског рата учествовао у развоју и испитивању микроталасних радара. Извршио је испитивања у априлу 1941. године са радаром са старог бомбардера Даглас Б-18 Боло. Прелећући морнаричку подморничку базу Њу Лондон, заједно са Луисом Волтером Алварезом и шефом ваздухопловног маршала Хјугом Даудингом, показали су да је радар у стању да детектује торањ делимично потопљене подморнице. Макмилан се оженио са Елси Валфорд Блумер у Њу Хејвену, Конектикат, 7. јуна 1941.  Њен отац је био Џорџ Блумер, пензионисани декан са Јејл Медицинске школе. Њена сестра Мери била је Лоренсова супруга. Макмиланови су имали троје деце: Ан Брадфорд, Дејвид Матисон и Стивен Волкер.
Макмилан се придружио Морнаричкој лабораторији за радио и звук у близини Сан Дијега августа 1941. Тамо је радио на уређају названом полископ. Идеја, која је потекла од Лоренса, била је да се помоћу сонара изгради визуелна слика околне воде. Ово се показало много тежим од радара, због предмета у води и промена температуре воде које су проузроковале разлике у брзини звука. Полископ се показао непрактичним и напуштен је. Такође је развио сонарни уређај за обуку подморница, за који је добио патент.  
Опенхајмер је регрутовао Макмилана да се придружи пројекту Менхетн, ратном напору за стварање атомских бомби, септембра 1942. У почетку је путовао тамо-амо између Сан Дијега, где му је била породица, и Берклија. У новембру је пратио Опенхајмера на путовању у Нови Мексико на којем је школа ранча Лос Аламос изабрана за место лабораторије за истраживање оружја пројекта, која је постала лабораторија Лос Аламос. Са Опенхајмером и Џоном Х. Менлијем саставио је спецификације за техничке зграде нове лабораторије. Регрутовао је особље за лабораторију, укључујући Ричарда Фајнмана и Роберта Р. Вилсона, успоставио је полигон за испитивање познат као Anchor Ranch, и претраживао земљу за техничку опрему од алатних машина до циклотрона.
Како је лабораторија попримала свој облик, Макмилан је постао заменик шефа пројекта нуклеарног оружја типа пиштоља под морнаричким капетаном Вилијамом С. Парсонсом, експертом за оружја. Плутонијумском пиштољу, кодног имена "Танки човек" (Thin Man), била је потребна брзина пројектила од најмање 3.000 ft (910 m) у секунди, што су се надали да ће постићи модификованом морнаричком 3-инчном противавионском пушком. Алтернатива је била изградња нуклеарног оружја типа имплозија. Макмилан се рано заинтересовао за ово, гледајући тестове овог концепта које је спроводио Сет Недермејер. Резултати нису били охрабрујући. Експлозије су резултирале искривљеним облицима. Џон фон Нојман је проучио програм имплозије у септембру 1943. године и предложио радикално решење које укључује експлозивна сочива. То је захтевало стручност у експлозивима, а Макмилан је позвао Опенхајмера да доведе Џорџа Кистиаковског.  Кистиаковски се придружио лабораторији 16. фебруара 1944, а Парсонсова Е (експлозив) дивизија била је подељена на два дела, са Макмиланом као замеником за пиштољ и Кистиаковским као замеником за имплозију.
Макмилан је чуо узнемирујуће вести у априлу 1944. године и одвезао се у кањон Пахарито да се састане са Сегреом. Сегреова група тестирала је узорке плутонијума створеним у нуклеарним реакторима пројекта Менхетн и открила да садржи извесне количине плутонијума-240, изотопа који је изазвао спонтану фисију, што је учинило "Танког човека" непрактичним. У јулу 1944. године Опенхајмер је реорганизовао лабораторију како би уложио свеобухватне напоре на имплозији. Макмилан је и даље био на челу тима за оружја типа пиштољ, које ће се сада користити само са уранијумом-235. У том случају, "Танког човека" је заменио нови, смањени дизајн назван "Малиша". Макмилан је такође био умешан у имплозију као шеф групе Г-3 у оквиру одељења Г (уређај), која је била одговорна за добијање мерења и времена имплозије, и служила је као веза лабораторије са пројектом Камел, програмом испитивања из ваздуха који спроводи Калтех. 16. јула 1945. био је присутан на нуклеарном тесту Тринити, када је успешно експлодирала прва имплозијска бомба.

## Каснији живот
У јуну 1945. Макмиланове мисли почеле су да се враћају ка циклотронима. Временом су постајали све већи и већи. Циклотрон од 184 инча био је у фази израде у Лабораторији за радијацију, али он је схватио да се енергија која се користи за убрзавање честица може ефикасније искористити. Варирајући коришћено магнетно поље, честице би могле да се крећу у стабилним орбитама, а веће енергије постижу истим улазним уносом енергије. Ово је назвао „принципом фазне стабилности“, а нови дизајн „ синхротроном“.  Макмилану непознат, синхротронски принцип је већ изумео Владимир Векслер, који је свој предлог објавио 1944. Макмилан је сазнао за Векслеров рад у октобру 1945. Њих двојица су се почели дописивати, а на крају су постали и пријатељи. 1963. године поделили су награду Атоми за мир, за проналазак синхротрона. 1964. године Макмилан је добио награду Златна плоча Америчке академије достигнућа.
Принцип фазне стабилности тестиран је на старом 37-инчном циклотрону у Берклију након што се Макмилан вратио у Лабораторију за радијацију септембра 1945. Када је установљено да ради, 184-инчни циклотрон је слично модификован.  Редовни професор постао је 1946. Године 1954. именован је за сарадника директора Лабораторије за радијацију. Унапређен је у заменика директора 1958. године. Смрћу Лоренса те године постаје директор, а на том положају остаје до пензионисања 1973. Лабораторија је 1958. преименована у Лоренс Лабораторију за радијацију. 1970. године подељена је у лабораторију Лоренс Беркли и Лабораторију Лоренс Ливермор, а Макмилан је постао директор прве.  
Макмилан је изабран у Националну академију наука 1947. године, обављајући функцију њеног председавајућег од 1968. до 1971. године. Био је члан утицајног Општег саветодавног комитета Комисије за атомску енергију од 1954. до 1958. и Комисије за физику високих енергија Међународне уније чисте и примењене физике од 1960. до 1967. Након одласка у пензију из факултету у Берклију 1974, провео је 1974–75 у ЦЕРН-у, где је радио на експерименту за мерење магнетног момента миона. Одликован је Националном медаљом за науку 1990.
Макмилан је претрпео први из низа можданих удара 1984. Преминуо је у својој кући у Ел Сериту, у Калифорнији, због компликација од дијабетеса 7. септембра 1991. Иза њега су остали супруга и троје деце. Његова златна медаља за Нобелову награду налази се у Националном музеју америчке историје, на одељењу Смитсонијан, у Вашингтону.

## Публикације
- McMillan, E. M."Focusing in Linear Accelerators", University of California Radiation Laboratory, Lawrence Berkeley National Laboratory, United States Department of Energy (through predecessor agency the Atomic Energy Commission), (August 24, 1950).
- McMillan, E. M."A Thick Target for Synchrotrons and Betatrons", University of California Radiation Laboratory, Lawrence Berkeley National Laboratory, United States Department of Energy (through predecessor agency the Atomic Energy Commission), (September 19, 1950).
- McMillan, E. M."The Transuranium Elements: Early History (Nobel Lecture)", University of California Radiation Laboratory, Lawrence Berkeley National Laboratory, United States Department of Energy (through predecessor agency the Atomic Energy Commission), (December 12, 1951).
- McMillan, E. M."Notes on Quadrupole Focusing", University of California Radiation Laboratory, Lawrence Berkeley National Laboratory, United States Department of Energy (through predecessor agency the Atomic Energy Commission), (February 9, 1956).
- McMillan, E. M."Some Thoughts on Stability in Nonlinear Periodic Focusing Systems", University of California Radiation Laboratory, Lawrence Berkeley National Laboratory, United States Department of Energy (through predecessor agency the Atomic Energy Commission), (September 5, 1967).